# Козаренко Олександр Володимирович
Олександр Володимирович Козаренко (24 серпня 1963, Коломия — 21 березня 2023, Івано-Франківськ) — український композитор, піаніст, музикознавець.

## Життєпис
Закінчив Львівське музичне училище та Київську консерваторію і аспірантуру (класи професорів: композиції — М. Скорика, фортепіано — В. Воробйова, музикознавства — І. Ляшенка) по класу фортепіано. Стажувався у Вюрцбурзькому університеті (Німеччина, 2004). Доктор мистецтвознавства (2001).
З 1992 року викладав на кафедрах композиції та історії музики Львівської музичної академії, завідував кафедрою філософії мистецтв. Працював композитором у жанрах симфонічної, оперної, балетної, хорової, камерно-інструментальної, вокальної та театральної музики. Його твори увійшли до репертуару провідних колективів та виконавців України (ансамбль «Київська камерата», Київський квартет саксофоністів, оркестр Віртуози Львова, хорова капела «Трембіта» та інші), виконувалися в Україні та у багатьох країнах світу, зокрема на міжнародних фестивалях Київ Музик Фест (Київ), Контрасти (Львів), Два дні й дві ночі нової музики (Одеса), Дні музики композиторів Кракова (Польща), Мелос-Етос (Словаччина), Дрезденські дні сучасної музики (Німеччина). Як піаніст надавав особливу увагу виконанню української музики ХХ–XXI століть, насамперед у складі дуету зі скрипалькою Лідією Шутко.
Лавреат Всеукраїнського конкурсу піаністів ім. М. Лисенка (1984), дипломант Всеукраїнського конкурсу камерних ансамблів (1986). Лавреат державних премій України з композиції: імені Левка Ревуцького (1996) та імені Миколи Лисенка (2001). Член Національної спілки композиторів України та Асоціації «Нова Музика».
Помер в Івано-Франківську вранці 21 березня 2023 у віці 59-ти років.

## Творчість
Значний вплив на творчість О. Козаренка справила багаторічна співпраця з театральними колективами, плодами якої є музика до понад 50 вистав. На думку музикознавця Любові Кияновської, у захопленні Козаренка здобутками авангарду 1950-х — 60-х років, композитора цікавить не стільки самодостатня виразність технологій, скільки «можливість висловлення з її допомогою цікавої символіки», у річищі якої виникають арки до біблійних, античних, фольклорних образів, яскраві сюжетно-картинні асоціації.

### Музичні твори

#### театральні твори
- камерна опера «Час каяття» (лібр. C. Стулака за віршами українських поетів 17-18 ст" 1997)
- балет "Дон Жуан з Коломиї* (за мотивами творів Д. фон Захер -Мазоха. 1994);
- музика до театральних вистав

#### ораторії, кантати
- ораторія «Страсті Господа нашого Ісуса Христа» для читця, солістів, хору та кам. анс. (1996);
- камерні кантати «Мікросхеми» для голосу з камерним насмблем. (1989).
- «П'єро мертвопетлює» для контр-тенора з інструментальним ансамблем. (сл. М. Семенка. 1994);
- П'ять весільних ладнань з Покуття для народного голосу з камерним оркестром — (1992);
- мелодрама «Орестея» для читця та інструментального ансамблю (за трагедіями Есхіла. 1996);
- «Псалом Давидів» для хору з оркестром (1998);
- «Чотири молебні теми Діві Марії» (1996) для жіночого хору, камерного оркестру та органа;

#### інструментальні твори
- Чакома (1990) для симфонічного оркестру;
- «Епістоли* (1991) для симфонічного оркестру;
- Концерт для скрипки з оркестром (1989-94);
- Concerto Rutheno (1991) для камерного оркестру;
- Ірмологіон (цикл обробок українських культових наспівів доби бароко для струнних, 1988);

Sintonia extravaganza (2001);
- 'Сумна пісня» для органа з оркестром (1994);
- «Інвенції» для 4-х мелодичних інструментів (1989).
- Sonata quasi una Fantasia для скрипки і ф-но (1997);

Konzertstuk (1990) для струнних, флейти і ф-но;
- «Оро» для ансамблю ударних (1994);
- Пасакалія на галицьку тему для органу (1989);

"Писанки* (1982-88) для ф-но;

#### хорові твори
- Літургія св. Іоанна Златоустого (1999—2000);
- «Острозький триптих* (2000),
- „Пісні Богородиці“
- Chansone triste» пам'яті В. Лютослаоського (1994);

### Основні наукові праці
- Національна інтонаційність у композиторській творчості // НТЕ. 1993. № 3;
- Деякі тенденції розвитку національної музичної мови у першій третині ХХ ст. // УМ. 1998. Вип. 28;
- Феномен української національної музичної мови. Львів, 2000;
- Сакральна творчість українських композиторів ХХ століття в контексті національних музично-семіотичних процесів // УМ. 2001. Вип. 30;
- Гуцульська музична сецесія: національний відгук на європейський виклик // Муз. україністика: сучас. вимір. К., 2008. Вип. 2.

## Пам'ять
Іменем О.Козаренка названо філармонію в Коломиї.